# Llista de diputats del Parlament de Catalunya (XI Legislatura)
La llista de diputats del Parlament de Catalunya de l'onzena legislatura és el conjunt de càrrecs electes que varen constituir el Parlament de Catalunya des de l'octubre de 2015. El 27 d'octubre de 2017, el Parlament de Catalunya va aprovar la declaració, que proclama la República Catalana aplicant els resultats del referèndum d'autodeterminació de l'1 d'octubre del mateix any. En resposta, el president del govern Mariano Rajoy va dissoldre posteriorment el Parlament de Catalunya. Els electors de les quatre circumscripcions catalanes varen escollir els 135 diputats a les eleccions al Parlament de Catalunya del 27 d'octubre de 2015. El parlament va estar compost per un total de 6 candidatures, totes les quals varen formar grup propi. El juny de 2017 el diputat Germà Gordó, en ser imputat per un cas de corrupció, va abandonar el grup Junts pel Sí i el Partit Demòcrata Europeu Català i quedar com a diputat no adscrit.

## Composició del Ple del Parlament

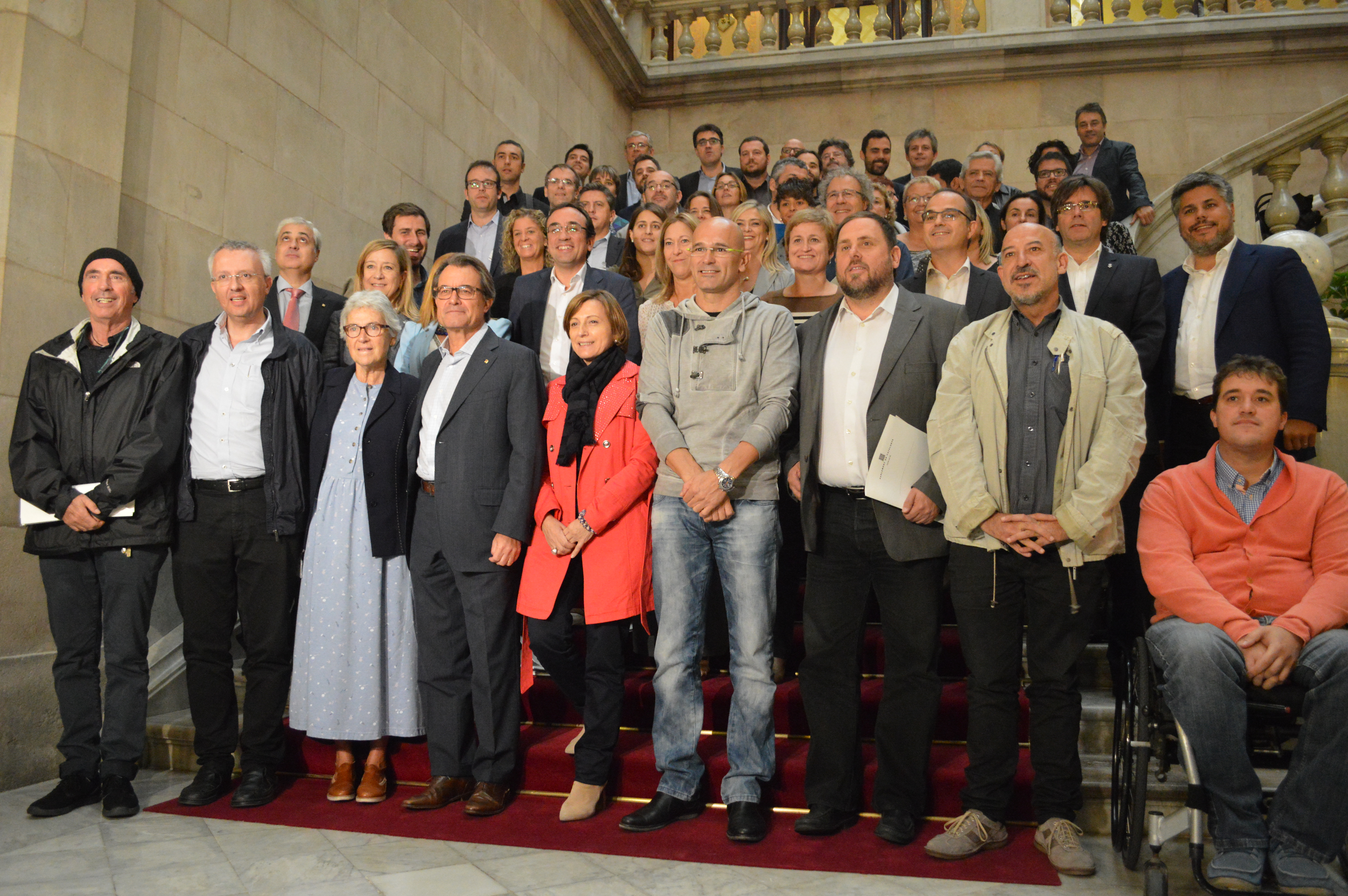
Primera reunió de grup parlamentari de Junts pel Sí durant la XI Legislatura. Junts pel Sí va ser la candidatura més votada amb 62 diputats.

En aquestes eleccions al parlament van concórrer un total de 40 candidatures, 24 candidatures menys que a les darreres eleccions al Parlament, de les quals sis van rebre representació al Parlament de Catalunya. La candidatura més votada va ser Junts pel Sí amb 62 diputats, que es quedà a 6 diputats de la majoria absoluta. Aquesta va ser seguida a molta distància per Ciutadans amb 25 diputats i el Partit dels Socialistes de Catalunya amb 16 diputats. Poc més enrere, Catalunya Sí que es Pot i el Partit Popular aconseguiren una representació de representació de 11 diputats i finalment la Candidatura d'Unitat Popular amb 10 diputats. Junts pel Sí s'imposà en les quatre demarcacions, sumant 62 dels 68 representants, llindar de la majoria absoluta. En aquestes eleccions es feu també una lectura plebiscitària sobre la independència de Catalunya on les candidatures no independentistes (C's, PSC, PP i CSQP) s'imposaren amb un còmput global del 48,05% dels vots, mentre que les candidatures independentistes van obtenir un 47,74% dels vots.
|  | Candidatura   | Barcelona | Girona | Lleida | Tarragona | Total |
|  | ------------- | --------- | ------ | ------ | --------- | ----- |
|  | Junts pel Sí  | 32        | 11     | 10     | 9         | 62    |
|  | C's           | 17        | 2      | 2      | 4         | 25    |
|  | PSC-PSOE      | 12        | 1      | 1      | 2         | 16    |
|  | CatSíqueesPot | 9         | 1      | 0      | 1         | 11    |
|  | PP            | 8         | 1      | 1      | 1         | 11    |
|  | CUP           | 7         | 1      | 1      | 1         | 10    |
|  | Total         | 85        | 17     | 15     | 18        | 135   |

## Diputats

### Mesa
|  | Nom                               | Imatge                            | Grup parlamentari              | Circumscripció | Legislatures anteriors | Inici mandat         | Fi mandat | Càrrec                   |
|  | --------------------------------- | --------------------------------- | ------------------------------ | -------------- | ---------------------- | -------------------- | --------- | ------------------------ |
|  | Carme Forcadell i Lluís           | Carme Forcadell i Lluís           | Junts pel Sí (Independent)     | Barcelona      |                        | 26 d'octubre de 2015 |           | Presidenta del Parlament |
|  | Lluís Corominas i Diaz            | Lluís Corominas i Diaz            | Junts pel Sí (PDECAT)          | Barcelona      | VII, VIII, IX, X       | 26 d'octubre de 2015 |           | Vicepresident Primer     |
|  | José María Espejo-Saavedra Conesa | José María Espejo-Saavedra Conesa | Ciutadans                      | Barcelona      | X                      | 26 d'octubre de 2015 |           | Vicepresident Segon      |
|  | Anna Simó i Castelló              | Anna Simó i Castelló              | Junts pel Sí (ERC)             | Barcelona      | VIII, IX, X            | 26 d'octubre de 2015 |           | Secretària Primera       |
|  | David Pérez i Ibáñez              | David Pérez i Ibáñez              | PSC                            | Barcelona      | VI, VII, VIII, IX, X   | 26 d'octubre de 2015 |           | Secretari Segon          |
|  | Joan Josep Nuet i Pujals          | Joan Josep Nuet i Pujals          | Catalunya Sí que es Pot (EUiA) | Barcelona      |                        | 26 d'octubre de 2015 |           | Secretari Tercer         |
|  | Ramona Barrufet i Santacana       | Ramona Barrufet i Santacana       | Junts pel Sí                   | Lleida         | IX, X                  | 26 d'octubre de 2015 |           | Secretària Quarta        |

### Junta de Portaveus
|  | Nom                        | Imatge                     | Grup parlamentari                          | Circumscripció | Legislatures anteriors | Inici mandat         | Fi mandat            | Càrrec                                      |
|  | -------------------------- | -------------------------- | ------------------------------------------ | -------------- | ---------------------- | -------------------- | -------------------- | ------------------------------------------- |
|  | Marta Rovira i Vergés      | Marta Rovira i Vergés      | Junts pel Sí (ERC)                         | Barcelona      | X                      | 26 d'octubre de 2015 |                      | Portaveu de Junts pel Sí                    |
|  | Albert Batalla i Siscart   | Albert Batalla i Siscart   | Junts pel Sí (PDECAT)                      | Lleida         |                        | 26 d'octubre de 2015 |                      | Portaveu adjunt de Junts pel Sí             |
|  | Carlos Carrizosa Torres    | Carlos Carrizosa Torres    | Ciutadans                                  | Barcelona      | X                      | 26 d'octubre de 2015 |                      | Portaveu de Ciutadans                       |
|  | Fernando de Páramo Gómez   | Fernando de Páramo Gómez   | Ciutadans                                  | Barcelona      |                        | 26 d'octubre de 2015 |                      | Portaveu adjunt de Ciutadans                |
|  | Eva Maria Granados Galiano | Eva Maria Granados Galiano | PSC                                        | Barcelona      | IX, X                  | 26 d'octubre de 2015 |                      | Portaveu del PSC                            |
|  | Ferran Pedret i Santos     | Ferran Pedret i Santos     | PSC                                        | Barcelona      | X                      | 26 d'octubre de 2015 |                      | Portaveu adjunt del PSC                     |
|  | Joan Coscubiela i Conesa   | Joan Coscubiela i Conesa   | Catalunya Sí que es Pot (ICV)              | Barcelona      |                        | 26 d'octubre de 2015 |                      | Portaveu de Catalunya Sí que es Pot         |
|  | Albano Dante Fachin Pozzi  | Albano Dante Fachin Pozzi  | Catalunya Sí que es Pot (Podem)            | Barcelona      |                        | 26 d'octubre de 2015 |                      | Portaveu adjunt de Catalunya Sí que es Pot  |
|  | Gemma Lienas i Massot      | Gemma Lienas i Massot      | Catalunya Sí que es Pot (Independent)      | Barcelona      |                        | 26 d'octubre de 2015 |                      | Portaveu adjunta de Catalunya Sí que es Pot |
|  | Josep Enric Millo i Rocher | Josep Enric Millo i Rocher | Partit Popular                             | Girona         | X                      | 26 d'octubre de 2015 |                      | Portaveu del Partit Popular                 |
|  | Santiago Rodríguez Serra   | Santiago Rodríguez Serra   | Partit Popular                             | Barcelona      | VII, VIII, IX, X       | 26 d'octubre de 2015 |                      | Portaveu adjunt del Partit Popular          |
|  | Anna Gabriel i Sabaté      | Anna Gabriel i Sabaté      | Candidatura d'Unitat Popular (CUP)         | Barcelona      |                        | 26 d'octubre de 2015 |                      | Portaveu de la CUP                          |
|  | Albert Botran i Pahissa    | Albert Botran i Pahissa    | Candidatura d'Unitat Popular (CUP)         | Barcelona      |                        | 26 d'octubre de 2015 |                      | Portaveu adjunt de la CUP                   |
|  | Eulàlia Reguant i Cura     | Eulàlia Reguant i Cura     | Candidatura d'Unitat Popular (Independent) | Barcelona      |                        | 26 d'octubre de 2015 | 11 d'octubre de 2017 | Portaveu adjunta de la CUP                  |

### Resta del Ple
|  | Nom                                | Imatge                          | Grup parlamentari                          | Circumscripció | Legislatures anteriors   | Inici mandat          | Fi mandat                           | Càrrec                                                         |
|  | ---------------------------------- | ------------------------------- | ------------------------------------------ | -------------- | ------------------------ | --------------------- | ----------------------------------- | -------------------------------------------------------------- |
|  | Jordi Turull i Negre               | Jordi Turull i Negre            | Junts pel Sí (PDECAT)                      | Barcelona      | VI, VIII, IX, X          | 26 d'octubre de 2015  |                                     | President del grup parlamentari Junts pel Sí                   |
|  | Raül Romeva i Rueda                | Raül Romeva i Rueda             | Junts pel Sí (Independent)                 | Barcelona      |                          | 26 d'octubre de 2015  |                                     |                                                                |
|  | Muriel Casals i Couturier          | Muriel Casals i Couturier       | Junts pel Sí (Independent)                 | Barcelona      |                          | 26 d'octubre de 2015  | 14 de febrer de 2016 (per defunció) |                                                                |
|  | Artur Mas i Gavarró                | Artur Mas i Gavarró             | Junts pel Sí (PDECAT)                      | Barcelona      | V, VI, VII, VIII, IX, X  | 26 d'octubre de 2015  | 13 de gener de 2016                 |                                                                |
|  | Oriol Junqueras i Vies             | Oriol Junqueras i Vies          | Junts pel Sí (ERC)                         | Barcelona      | X                        | 26 d'octubre de 2015  |                                     | vicepresident de la Generalitat i Conseller d'Economia         |
|  | Eduardo Reyes i Pino               | Eduardo Reyes i Pino            | Junts pel Sí (Independent)                 | Barcelona      |                          | 26 d'octubre de 2015  |                                     |                                                                |
|  | Oriol Amat i Salas                 | Oriol Amat i Salas              | Junts pel Sí (Independent)                 | Barcelona      |                          | 26 d'octubre de 2015  |                                     |                                                                |
|  | Neus Munté i Fernàndez             | Neus Munté i Fernàndez          | Junts pel Sí (PDECAT)                      | Barcelona      | VI, IX, X                | 26 d'octubre de 2015  | 17 de gener de 2017 (renúncia)      |                                                                |
|  | Àngels Ponsa i Roca                | Àngels Ponsa i Roca             | Junts pel Sí (PDECAT)                      | Barcelona      | IX, X                    | 24 de gener de 2017   |                                     |                                                                |
|  | Antoni Comín i Oliveres            | Antoni Comín i Oliveres         | Junts pel Sí (Independent)                 | Barcelona      | VII, VIII                | 26 d'octubre de 2015  |                                     |                                                                |
|  | Josep Rull i Andreu                | Josep Rull i Andreu             | Junts pel Sí (PDECAT)                      | Barcelona      | V, VI, VII, VIII, IX, X  | 26 d'octubre de 2015  |                                     |                                                                |
|  | Neus Lloveras i Massana            | Neus Lloveras i Massana         | Junts pel Sí (PDECAT)                      | Barcelona      |                          | 26 d'octubre de 2015  |                                     |                                                                |
|  | Chakir El Homrani Lesfar           | Chakir El Homrani Lesfar        | Junts pel Sí (Independent)                 | Barcelona      |                          | 26 d'octubre de 2015  |                                     |                                                                |
|  | Marta Pascal i Capdevila           | Marta Pascal i Capdevila        | Junts pel Sí (PDECAT)                      | Barcelona      | X                        | 26 d'octubre de 2015  |                                     |                                                                |
|  | Oriol Amorós i March               | Oriol Amorós i March            | Junts pel Sí (ERC)                         | Barcelona      | VII, VIII, IX, X         | 26 d'octubre de 2015  | 4 de febrer de 2016                 |                                                                |
|  | Irene Rigau i Oliver               | Irene Rigau i Oliver            | Junts pel Sí (PDECAT)                      | Barcelona      | VII, VIII, IX, X         | 26 d'octubre de 2015  |                                     |                                                                |
|  | Germà Gordó i Aubarell             | Germà Gordó i Aubarell          | Diputat no adscrit (No afiliat)            | Barcelona      | X                        | 26 d'octubre de 2015  |                                     |                                                                |
|  | Pere Aragonès i Garcia             | Pere Aragonès i Garcia          | Junts pel Sí (ERC)                         | Barcelona      | VIII, IX, X              | 26 d'octubre de 2015  | 21 de gener de 2016                 |                                                                |
|  | Antoni Castellà i Clavé            | Antoni Castellà i Clavé         | Junts pel Sí (DC)                          | Barcelona      | VI, VII, VIII, IX, X, XI | 26 d'octubre de 2015  |                                     |                                                                |
|  | Alba Vergés i Bosch                | Alba Vergés i Bosch             | Junts pel Sí (ERC)                         | Barcelona      |                          | 26 d'octubre de 2015  |                                     |                                                                |
|  | Anna Figueras i Ibáñez             | Anna Figueras i Ibáñez          | Junts pel Sí (PDECAT)                      | Barcelona      | VIII, IX, X              | 26 d'octubre de 2015  |                                     |                                                                |
|  | David Bonvehí i Torras             | David Bonvehí i Torras          | Junts pel Sí (PDECAT)                      | Barcelona      | IX, X                    | 26 d'octubre de 2015  |                                     |                                                                |
|  | Marc Sanglas i Alcantarilla        |                                 | Junts pel Sí (ERC)                         | Barcelona      | IX, X                    | 26 d'octubre de 2015  |                                     |                                                                |
|  | Montserrat Candini i Puig          | Montserrat Candini i Puig       | Junts pel Sí (PDECAT)                      | Barcelona      | IX, X                    | 26 d'octubre de 2015  |                                     |                                                                |
|  | Magdalena Casamitjana i Aguilà     | Magdalena Casamitjana i Aguilà  | Junts pel Sí (Moviment d'Esquerres)        | Barcelona      |                          | 26 d'octubre de 2015  |                                     |                                                                |
|  | Maria Senserrich i Guitart         | Maria Senserrich i Guitart      | Junts pel Sí (PDECAT)                      | Barcelona      | IX, X                    | 26 d'octubre de 2015  |                                     |                                                                |
|  | Joan Ramon Casals i Mata           | Joan Ramon Casals i Mata        | Junts pel Sí (PDECAT)                      | Barcelona      |                          | 26 d'octubre de 2015  |                                     |                                                                |
|  | Gerard Gómez del Moral i Fuster    |                                 | Junts pel Sí (ERC)                         | Barcelona      |                          | 26 d'octubre de 2015  |                                     |                                                                |
|  | Jordi Cuminal i Roquet             | Jordi Cuminal i Roquet          | Junts pel Sí (PDECAT)                      | Barcelona      |                          | 26 d'octubre de 2015  |                                     |                                                                |
|  | Germà Bel Queralt                  | Germà Bel Queralt               | Junts pel Sí (Independent)                 | Tarragona      |                          | 26 d'octubre de 2015  |                                     |                                                                |
|  | Montserrat Palau Vergés            | Montserrat Palau Vergés         | Junts pel Sí (Independent)                 | Tarragona      |                          | 26 d'octubre de 2015  |                                     |                                                                |
|  | Albert Batet Canadell              | Albert Batet Canadell           | Junts pel Sí (PDECAT)                      | Tarragona      |                          | 26 d'octubre de 2015  |                                     | ¡                                                              |
|  | Ferran Civit Martí                 | Ferran Civit Martí              | Junts pel Sí (ERC)                         | Tarragona      |                          | 26 d'octubre de 2015  |                                     |                                                                |
|  | Montserrat Vilella Cuadrada        | Montserrat Vilella Cuadrada     | Junts pel Sí (PDECAT)                      | Tarragona      |                          | 26 d'octubre de 2015  |                                     |                                                                |
|  | Josep Lluís Salvadó Tenesa         | Josep Lluís Salvadó Tenesa      | Junts pel Sí (ERC)                         | Tarragona      | X                        | 26 d'octubre de 2015  | 21 de gener de 2016                 |                                                                |
|  | Jordi Miquel Sendra Vellvè         | Jordi Miquel Sendra Vellvè      | Junts pel Sí (PDECAT)                      | Tarragona      |                          | 26 d'octubre de 2015  |                                     |                                                                |
|  | Meritxell Roigé Pedrola            | Meritxell Roigé Pedrola         | Junts pel Sí (PDECAT)                      | Tarragona      | IX, X                    | 26 d'octubre de 2015  |                                     |                                                                |
|  | Teresa Vallverdú Albornà           |                                 | Junts pel Sí (ERC)                         | Tarragona      | X                        | 26 d'octubre de 2015  |                                     |                                                                |
|  | Lluís Llach i Grande               | Lluís Llach i Grande            | Junts pel Sí (Independent)                 | Girona         |                          | 26 d'octubre de 2015  |                                     |                                                                |
|  | Anna Caula i Paretas               | Anna Caula i Paretas            | Junts pel Sí (Independent)                 | Girona         |                          | 26 d'octubre de 2015  |                                     |                                                                |
|  | Carles Puigdemont i Casamajó       | Carles Puigdemont i Casamajó    | Junts pel Sí (PDECAT)                      | Girona         | VIII, IX, X              | 26 d'octubre de 2015  |                                     | President de la Generalitat de Catalunya                       |
|  | Roger Torrent i Ramió              | Roger Torrent i Ramió           | Junts pel Sí (ERC)                         | Girona         | X                        | 26 d'octubre de 2015  |                                     |                                                                |
|  | Natàlia Figueras i Pagès           | Natàlia Figueras i Pagès        | Junts pel Sí (PDECAT)                      | Girona         |                          | 26 d'octubre de 2015  |                                     |                                                                |
|  | Dolors Bassa i Coll                | Dolors Bassa i Coll             | Junts pel Sí (ERC)                         | Girona         |                          | 26 d'octubre de 2015  |                                     | consellera de Treball, Afers Socials i Famílies                |
|  | Lluís Guinó i Subirós              | Lluís Guinó i Subirós           | Junts pel Sí (PDECAT)                      | Girona         | IX, X                    | 26 d'octubre de 2015  |                                     |                                                                |
|  | Jordi Munell i Garcia              | Jordi Munell i Garcia           | Junts pel Sí (PDECAT)                      | Girona         |                          | 26 d'octubre de 2015  |                                     |                                                                |
|  | Sergi Sabrià i Benito              | Sergi Sabrià i Benito           | Junts pel Sí (ERC)                         | Girona         | X                        | 26 d'octubre de 2015  |                                     |                                                                |
|  | Maria Dolors Rovirola i Coromí     | Maria Dolors Rovirola i Coromí  | Junts pel Sí (PDECAT)                      | Girona         | VIII, IX, X              | 26 d'octubre de 2015  |                                     |                                                                |
|  | Jordi Orobitg i Solé               |                                 | Junts pel Sí (ERC)                         | Girona         |                          | 26 d'octubre de 2015  |                                     |                                                                |
|  | Josep Maria Forné i Febrer         | Josep Maria Forné i Febrer      | Junts pel Sí (Independents)                | Lleida         |                          | 26 d'octubre de 2015  |                                     |                                                                |
|  | Carmina Castellví i Vallverdú      |                                 | Junts pel Sí (Independent)                 | Lleida         |                          | 26 d'octubre de 2015  |                                     |                                                                |
|  | Bernat Solé i Barril               | Bernat Solé i Barril            | Junts pel Sí (ERC)                         | Lleida         |                          | 26 d'octubre de 2015  |                                     |                                                                |
|  | Violant Cervera i Gòdia            | Violant Cervera i Gòdia         | Junts pel Sí (PDECAT)                      | Lleida         | X                        | 26 d'octubre de 2015  |                                     |                                                                |
|  | Montserrat Fornells i Solé         | Montserrat Fornells i Solé      | Junts pel Sí (ERC)                         | Lleida         |                          | 26 d'octubre de 2015  |                                     |                                                                |
|  | Marc Solsona i Aixalà              | Marc Solsona i Aixalà           | Junts pel Sí (PDECAT)                      | Lleida         | X                        | 26 d'octubre de 2015  |                                     |                                                                |
|  | Antoni Balasch i Parisi            | Antoni Balasch i Parisi         | Junts pel Sí (PDECAT)                      | Lleida         | IX, X                    | 26 d'octubre de 2015  |                                     |                                                                |
|  | David Rodríguez i González         | David Rodríguez i González      | Junts pel Sí (ERC)                         | Lleida         |                          | 26 d'octubre de 2015  |                                     |                                                                |
|  | Fabian Mohedano i Morales          | Fabian Mohedano i Morales       | Junts pel Sí (Avancem)                     | Barcelona      |                          | 20 de gener de 2016   |                                     |                                                                |
|  | Maria Assumpta Rosell i Medall     |                                 | Junts pel Sí (PDECAT)                      | Barcelona      |                          | 28 de gener de 2016   |                                     |                                                                |
|  | Assumpció Laïlla i Jou             | Assumpció Laïlla i Jou          | Junts pel Sí (Demòcrates de Catalunya)     | Barcelona      | VIII, IX, X              | 16 de febrer de 2016  |                                     |                                                                |
|  | Adriana Delgado i Herreros         |                                 | Junts pel Sí (ERC)                         | Barcelona      |                          | 24 de febrer de 2016  |                                     |                                                                |
|  | Carles Prats i Cot                 |                                 | Junts pel Sí (Demòcrates de Catalunya)     | Tarragona      |                          | 2 de febrer de 2016   |                                     |                                                                |
|  | Inés Arrimadas García              | Inés Arrimadas García           | Ciutadans                                  | Barcelona      | X                        | 26 d'octubre de 2015  |                                     | Cap de l'Oposició i Presidenta del grup parlamentari Ciutadans |
|  | Sonia Sierra Infante               |                                 | Ciutadans                                  | Barcelona      |                          | 26 d'octubre de 2015  |                                     |                                                                |
|  | Antonio Espinosa Cerrato           |                                 | Ciutadans                                  | Barcelona      |                          | 26 d'octubre de 2015  |                                     |                                                                |
|  | Fran Hervías Chirosa               |                                 | Ciutadans                                  | Barcelona      |                          | 26 d'octubre de 2015  | 11 de gener de 2016                 |                                                                |
|  | Susana Beltrán García              |                                 | Ciutadans (Independent)                    | Barcelona      |                          | 26 d'octubre de 2015  |                                     |                                                                |
|  | David Mejía Ayra                   |                                 | Ciutadans                                  | Barcelona      |                          | 26 d'octubre de 2015  |                                     |                                                                |
|  | Marina Bravo Sobrino               |                                 | Ciutadans (Independent)                    | Barcelona      |                          | 26 d'octubre de 2015  |                                     |                                                                |
|  | Joan García González               |                                 | Ciutadans                                  | Barcelona      |                          | 26 d'octubre de 2015  |                                     |                                                                |
|  | Jesús Galiano Gutierrez            |                                 | Ciutadans                                  | Barcelona      |                          | 26 d'octubre de 2015  | 15 de març de 2016                  |                                                                |
|  | María Francisca Valle Fuentes      |                                 | Ciutadans                                  | Barcelona      |                          | 23 de març de 2016    |                                     |                                                                |
|  | Noemí de la Calle Sifré            |                                 | Ciutadans                                  | Barcelona      |                          | 26 d'octubre de 2015  |                                     |                                                                |
|  | Sergi Sanz Jiménez                 |                                 | Ciutadans                                  | Barcelona      |                          | 26 d'octubre de 2015  |                                     |                                                                |
|  | Carmen de Rivera Pla               | Carmen de Rivera Pla            | Ciutadans                                  | Barcelona      | X                        | 26 d'octubre de 2015  |                                     |                                                                |
|  | Laura Vílchez Sánchez              |                                 | Ciutadans                                  | Barcelona      |                          | 26 d'octubre de 2015  |                                     |                                                                |
|  | Elisabeth Valencia Mimbrero        |                                 | Ciutadans                                  | Barcelona      |                          | 26 d'octubre de 2015  |                                     |                                                                |
|  | Martín Eusebio Barra López         |                                 | Ciutadans                                  | Barcelona      |                          | 15 de gener de 2016   |                                     |                                                                |
|  | Jean Castel Sucarrat               |                                 | Ciutadans                                  | Girona         |                          | 26 d'octubre de 2015  |                                     |                                                                |
|  | Alfonso Sánchez Fisac              |                                 | Ciutadans                                  | Girona         |                          | 26 d'octubre de 2015  |                                     |                                                                |
|  | Jorge Soler González               |                                 | Ciutadans                                  | Lleida         |                          | 26 d'octubre de 2015  |                                     |                                                                |
|  | Javier Rivas Escamilla             |                                 | Ciutadans                                  | Lleida         |                          | 26 d'octubre de 2015  |                                     |                                                                |
|  | Matías Alonso Ruiz                 |                                 | Ciutadans                                  | Tarragona      | X                        | 26 d'octubre de 2015  |                                     |                                                                |
|  | Francisco Javier Domínguez Serrano |                                 | Ciutadans                                  | Tarragona      |                          | 26 d'octubre de 2015  |                                     |                                                                |
|  | Carlos Sánchez Martín              |                                 | Ciutadans                                  | Tarragona      |                          | 26 d'octubre de 2015  |                                     |                                                                |
|  | Lorena Roldán Suárez               |                                 | Ciutadans                                  | Tarragona      |                          | 26 d'octubre de 2015  |                                     |                                                                |
|  | Miquel Iceta i Llorens             | Miquel Iceta i Llorens          | PSC                                        | Barcelona      | VI, VII, VIII, IX, X     | 26 d'octubre de 2015  |                                     |                                                                |
|  | Alícia Romero Llano                |                                 | PSC                                        | Barcelona      | X                        | 26 d'octubre de 2015  |                                     |                                                                |
|  | Jordi Terrades i Santacreu         |                                 | PSC                                        | Barcelona      | VII, VIII, IX, X         | 26 d'octubre de 2015  |                                     |                                                                |
|  | Assumpta Escarp Gibert             |                                 | PSC                                        | Barcelona      |                          | 26 d'octubre de 2015  |                                     |                                                                |
|  | Esther Niubó Cindoncha             |                                 | PSC                                        | Barcelona      |                          | 26 d'octubre de 2015  |                                     |                                                                |
|  | Pol Gibert Horcas                  |                                 | PSC                                        | Barcelona      |                          | 26 d'octubre de 2015  |                                     |                                                                |
|  | Marta Moreta Rovira                |                                 | PSC                                        | Barcelona      |                          | 26 d'octubre de 2015  |                                     |                                                                |
|  | Raúl Moreno Montaña                |                                 | PSC                                        | Barcelona      |                          | 26 d'octubre de 2015  |                                     |                                                                |
|  | Eva Maria Martínez Morales         |                                 | PSC                                        | Barcelona      |                          | 26 d'octubre de 2015  |                                     |                                                                |
|  | Rafel Bruguera Batalla             |                                 | PSC                                        | Girona         |                          | 26 d'octubre de 2015  |                                     |                                                                |
|  | Òscar Ordeig Molist                |                                 | PSC                                        | Lleida         |                          | 26 d'octubre de 2015  |                                     |                                                                |
|  | Carlos Castillo Rosique            |                                 | PSC                                        | Tarragona      |                          | 26 d'octubre de 2015  |                                     |                                                                |
|  | Rosa M. Ibarra Ollé                |                                 | PSC                                        | Tarragona      |                          | 26 d'octubre de 2015  |                                     |                                                                |
|  | Josep Lluís Franco Rabell          | Josep Lluís Franco Rabell       | Catalunya Sí que es Pot (Independent)      | Barcelona      |                          | 26 d'octubre de 2015  |                                     |                                                                |
|  | Àngels Martínez i Castells         | Àngels Martínez i Castells      | Catalunya Sí que es Pot (EUiA)             | Barcelona      |                          | 26 d'octubre de 2015  |                                     |                                                                |
|  | Jèssica Albiach Satorres           | Jèssica Albiach Satorres        | Catalunya Sí que es Pot (Podem)            | Barcelona      |                          | 26 d'octubre de 2015  |                                     |                                                                |
|  | Joan Giner Miguelez                | Joan Giner Miguelez             | Catalunya Sí que es Pot                    | Barcelona      |                          | 26 d'octubre de 2015  |                                     |                                                                |
|  | Marta Ribas Frías                  |                                 | Catalunya Sí que es Pot (ICV)              | Barcelona      | X                        | 26 d'octubre de 2015  |                                     |                                                                |
|  | Marc Vidal i Pou                   | Marc Vidal i Pou                | Catalunya Sí que es Pot (ICV)              | Girona         | X                        | 26 d'octubre de 2015  |                                     |                                                                |
|  | Gerard Bargalló Boivin             |                                 | Catalunya Sí que es Pot                    | Tarragona      |                          | 26 d'octubre de 2015  | 30 de novembre de 2015              |                                                                |
|  | Hortènsia Grau Juan                |                                 | Catalunya Sí que es Pot (ICV)              | Tarragona      | IX, X                    | 6 de novembre de 2015 |                                     |                                                                |
|  | Xavier García Albiol               | Xavier García Albiol            | Partit Popular                             | Barcelona      |                          | 26 d'octubre de 2015  |                                     |                                                                |
|  | Andrea Levy Soler                  | Andrea Levy Soler               | Partit Popular                             | Barcelona      |                          | 26 d'octubre de 2015  |                                     |                                                                |
|  | Antonio Gallego Burgos             | Antonio Gallego Burgos          | Partit Popular                             | Barcelona      |                          | 26 d'octubre de 2015  |                                     |                                                                |
|  | Esperanza García González          |                                 | Partit Popular                             | Barcelona      |                          | 26 d'octubre de 2015  |                                     |                                                                |
|  | Alberto Villagrasa Gil             |                                 | Partit Popular                             | Barcelona      |                          | 26 d'octubre de 2015  |                                     |                                                                |
|  | Mª José García Cuevas              | Mª José García Cuevas           | Partit Popular                             | Barcelona      |                          | 26 d'octubre de 2015  |                                     |                                                                |
|  | Juan Millan Querol                 | Juan Millan Querol              | Partit Popular                             | Barcelona      |                          | 26 d'octubre de 2015  |                                     |                                                                |
|  | Marisa Xandri Pujol                |                                 | Partit Popular                             | Lleida         | IX, X                    | 26 d'octubre de 2015  |                                     |                                                                |
|  | Alejandro Fernández Álvarez        | Alejandro Fernández Álvarez     | Partit Popular                             | Tarragona      | X                        | 26 d'octubre de 2015  |                                     |                                                                |
|  | Antonio Baños Boncompain           | Antonio Baños Boncompain        | Candidatura d'Unitat Popular (Independent) | Barcelona      |                          | 26 d'octubre de 2015  | 12 de gener de 2016                 |                                                                |
|  | Josep Manel Busqueta i Franco      | Josep Manel Busqueta i Franco   | Candidatura d'Unitat Popular (CUP)         | Barcelona      |                          | 26 d'octubre de 2015  | 12 de gener de 2016                 |                                                                |
|  | Maria Gabriela Serra i Frediani    | Maria Gabriela Serra i Frediani | Candidatura d'Unitat Popular (Independent) | Barcelona      |                          | 26 d'octubre de 2015  |                                     |                                                                |
|  | Julià de Jòdar i Muñoz             | Julià de Jòdar i Muñoz          | Candidatura d'Unitat Popular (Independent) | Barcelona      |                          | 26 d'octubre de 2015  | 11 de gener de 2016                 |                                                                |
|  | Joan Garriga i Quadres             | Joan Garriga i Quadres          | Candidatura d'Unitat Popular               | Barcelona      |                          | 19 de gener de 2016   |                                     |                                                                |
|  | Mireia Vehí i Cantenys             | Mireia Vehí i Cantenys          | Candidatura d'Unitat Popular               | Barcelona      |                          | 19 de gener de 2016   |                                     |                                                                |
|  | Pilar Castillejo i Medina          |                                 | Candidatura d'Unitat Popular               | Barcelona      |                          | 16 de febrer de 2016  | 14 d'octubre de 2016                |                                                                |
|  | Carles Riera i Albert              | Carles Riera i Albert           | Candidatura d'Unitat Popular               | Barcelona      |                          | 25 d'octubre de 2016  |                                     |                                                                |
|  | Xavier Safont-Tria i Ramon         | Xavier Safont-Tria i Ramon      | Candidatura d'Unitat Popular               | Barcelona      |                          | 24 d'octubre de 2017  |                                     |                                                                |
|  | Benet Salellas i Vilar             | Benet Salellas i Vilar          | Candidatura d'Unitat Popular (CUP)         | Girona         |                          | 26 d'octubre de 2015  |                                     |                                                                |
|  | Ramon Usall i Santa                |                                 | Candidatura d'Unitat Popular (Independent) | Lleida         |                          | 26 d'octubre de 2015  | 11 de gener de 2016                 |                                                                |
|  | Mireia Boya e Busquet              | Mireia Boya e Busquet           | Candidatura d'Unitat Popular               | Lleida         |                          | 19 de gener de 2016   |                                     |                                                                |
|  | Sergi Saladié i Gil                |                                 | Candidatura d'Unitat Popular (Independent) | Tarragona      |                          | 26 d'octubre de 2015  |                                     |                                                                |